# Árabe egípcio
O árabe egípcio (مصري, transl. Maṣrī; formalmente: لغة مصرية عامية, transl. Logha Miṣriyya Aameyya, no árabe clássico e logha mâṣreyya Ameya, no árabe egípcio) é uma variante do árabe, originária da região do delta do Nilo, em torno da capital do país, Cairo.
Descende do árabe trazido à região durante a conquista islâmica do Egito, ocorrida no século VII, e seu desenvolvimento foi influenciado principalmente pelas línguas nativas, como o copta e o egípcio, faladas durante o Egito pré-islâmico, e, posteriormente, por outros idiomas como o turco, o francês e o inglês.
Os cerca de 76 milhões de egípcios falam um contínuo dialetal, dos quais o cairota é o mais destacado. O árabe egípcio é amplamente compreendido por grande parte do mundo árabe, devido à importância da mídia egípcia na região, o que o torna a variante do árabe mais falada e uma das mais estudadas.
Os termos "árabe egípcio" e "masri" são usados costumeiramente como sinônimos de "árabe cairota", o dialeto da capital egípcia. O nome nativo do país, Maṣr, é usado localmente para se referir ao próprio Cairo. De maneira similar ao papel desempenhado pelo francês parisiense, o masri é disparadamente a variante local hegemônica em todas as áreas da vida nacional. Embora essencialmente uma língua falada, pode ser encontrado na forma escrita em romances, peças teatrais, poemas (literatura vernácula), assim como quadrinhos, publicidade, alguns jornais e em transcrições de canções populares. Na maior parte do resto da mídia escrita, assim como nas transmissões televisivas (principalmente notícias), o árabe clássico padrão é utilizado. O vernáculo egípcio costuma ser escrito no alfabeto árabe para o consumo local, embora também seja frequentemente transliterado para o alfabeto latino ou o alfabeto fonético internacional, em textos sobre linguística ou em apostilas destinadas ao ensino do idioma.